# 鲁瑟纳克 (阿韦龙省)
鲁瑟纳克（法語：Roussennac）是法国阿韦龙省的一个市镇，属于鲁埃格自由城区（Villefranche-de-Rouergue）蒙特巴藏县（Montbazens）。该市镇2009年时的人口为628人。

## 人口
鲁瑟纳克人口变化图示
| 数据来源：INSEE |